# حمام رودآور
حمام رودآور مربوط به دوره زند است و در شهرستان تویسرکان، بخش مرکزی، دهستان حیقوق نبی، روستای رودآور، میدان مرکزی، منزل حاج فرخ سوری واقع شده و این اثر در تاریخ ۱۵ دی ۱۳۸۷ با شمارهٔ ثبت ۲۴۳۲۰ به‌عنوان یکی از آثار ملی ایران به ثبت رسیده است.